# 알로이시오중학교
알로이시오중학교(알로이시오中學校)는 부산광역시 서구 암남동에 있었던 사립 중학교이다.
폐교 이후에는 복합 창의교육시설인 알로이시오기지1968 리모델링을 부활하고 있으나, 2020년 12월말 준공할 예정이다.

## 학교 연혁
- 1974년 2월 27일: 소년의 집 실업학교 설립인가(각종학교)
- 1974년 3월 2일: 소년의 집 실업학교 개교(1학년 2학급 편성, 계 96명), 알로이시오 슈월쓰 초대 교장 취임
- 1974년 3월 2일: 소년의 집 실업학교 남학생 축구부 창단
- 1977년 2월 4일: 제1회 졸업(87명)
- 1981년 11월 11일: 신축교사 준공식(현재 교사)
- 1999년 3월 1일: 알로이시오중학교로 교명 변경(특성화 중학교)
- 2001년 4월 2일: 알로이시오중학교 여학생 축구부 창단(23명)
- 2012년 3월 1일: 제7대 홍병기 교장 취임
- 2014년 2월 12일: 제38회 졸업식(졸업생 남 25명, 여 38명, 계 63명) 총졸업생수 6,153명(남 3,989명, 여 2,252명)
- 2016년 2월 29일: 42년만에 폐교

## 참고 자료
- 알로이시오중학교 - 한국교육학술정보원 학교알리미